# دیانا ۷۸
سیارک ۷۸ (به انگلیسی: 78 Diana) هفتاد و هشتمین سیارک کشف شده‌است که در ۱۵ مارس ۱۸۶۳ و در دوسلدورف کشف شد.
قدر مطلق سیارک برابر ۸٫۰۹ است.